# Archidiocèse de Valence
Ne doit pas être confondu avec Archidiocèse de Valencia ou Diocèse de Valence.
L'archidiocèse de Valence (en latin : archidioecesis Valentinus ; en catalan : arxidiòcesi de València ; en espagnol : archidiócesis de Valencia) est une église particulière de l'Église catholique en Espagne.
Érigé au VIe siècle, il est supprimé en 712, rétabli en 1238 et élevé au rang d'archidiocèse métropolitain en 1492. Depuis 2022, l'archevêque métropolitain de Valence est Enrique Benavent Vidal (es).

## Territoire

provinces ecclésiastiques d'Espagne
Archidiocèse de Valence
Suffragants

L'archidiocèse se situe dans une partie de la province d'Alicante avec les comarques du comtat, de Marina Alta (sauf Calp qui dépend du diocèse de Orihuela et Alicante), le nord de la comarque de Alcoià (le sud avec les villes de Castalla, Ibi, Onil, Tibi dépend du diocèse de Orihuela et Alicante) et une partie de l'Alto Vinalopó (sauf Biar, Salinas, Sax, Villena dépendant du diocèse de Orihuela et Alicante). Il est archevêché métropolitain avec pour suffragant les trois diocèses d'Ibiza, de Majorque, de Minorque qui couvrent la communauté autonome des îles Baléares et les diocèses de Orihuela-Alicante et de Segorbe-Castellón. L'évêché est à Valence où se trouve la cathédrale de l'Assomption de Notre-Dame, son territoire couvre une superficie de 13 060,12 km2 avec 651 paroisses regroupées en 8 vicariats épiscopales et 34 archidiaconés.
L'archidiocèse de Valence confine au sud avec le diocèse d'Orihuela-Alicante, à l'ouest avec le diocèse d'Albacete et celui de Cuenca ; et au nord, avec le diocèse de Teruel et Albarracín et celui de Segorbe-Castellón. À l'est, la mer Méditerranée sépare l'archidiocèse de Valence du diocèse d'Ibiza. L'ensemble forme la province ecclésiastique de Valence.

## Cathédrale et basiliques mineures
La cathédrale de Valence dédiée à sainte Marie, est la cathédrale de l'archidiocèse et une basilique mineure depuis le 16 septembre 1886.
Les quatre autres basiliques mineures de l'archidiocèse sont :
- la basilique d'Algemesí, dédiée à saint Jean, basilique mineure depuis le 16 janvier 1986[2] ;
- la basilique Saint-Vincent-Ferrer de Valence, dédiée à saint Vincent Ferrer, basilique mineure depuis le 13 juillet 1951[3] ;
- la basilique de Xàtiva, église collégiale dédiée à l'Assomption de sainte Marie, basilique mineure depuis le 7 novembre 1973[4] ;
- la basilique royale Notre-Dame-des-Désespérés de Valence, dédiée à sainte Marie, basilique mineure depuis le 21 avril 1948[5].